# Bandana (grupo)
Bandana é um girl group argentino de música pop, formado em 2001. Originalmente formado por cinco integrantes — Ivonne Guzmán, Lourdes Cecilia Fernández, Valeria Gastaldi, Virginia Da Cunha e María Elizabeth Vera — que foram selecionadas na versão local do talent show Popstars. Denominadas de "as Spice Girls argentinas", elas foram um produto cuidadosamente comercializado que se tornou um fenômeno no país, principalmente entre as meninas.

## Carreira
Seu álbum de estreia, autointitulado, foi lançado em 2001 pela Sony BMG, liderado pelo single de sucesso "Guapas", e foi certificado quatro vezes platina pela Cámara Argentina de Productores de Fonogramas y Videogramas (CAPIF). Apesar de ter sido inicialmente desprezado por muitos críticos e artistas, Bandana emergiu como um dos atos mais vendidos da Argentina desde 2001.
Na época de sua dissolução em 2004, as vendas combinadas dos três álbuns de estúdio do grupo foram estimadas em 450 mil unidades. Sua carreira foi marcada por vários marcos para um grupo argentino — especialmente tendo em mente a grande depressão que o país enfrentava entre 1998-2002: 280 mil ingressos foram vendidos para vê-las se apresentar no Teatro Gran Rex (com um total de 86 shows no local); elas se apresentaram duas vezes para um total de 90 mil pessoas no Estádio José Amalfitani; e lançaram Vivir intentando, um filme, estrelado pelas próprias integrantes, que foi visto por mais de 1 milhão de pessoas.
Em 2016, Bandana anunciou um show de reencontro (sem Ivonne Guzmán) no Teatro Lola Membrives em Buenos Aires; devido à alta demanda por ingressos, o grupo adicionou mais cinco datas. Os shows esgotaram em uma hora e meia. A banda também lançou um novo álbum, intitulado La Vuelta, que contém novas versões de alguns de seus maiores sucessos. Em 16 de janeiro de 2017, lançaram sua primeira música original desde 2003, intitulada "Bombón". No dia seguinte, Cunha anunciou sua saída do Bandana. Em março de 2017, as 3 integrantes remanescentes, Lourdes, Valeria e Lisa, voaram para os EUA para gravar o videoclipe de seu primeiro single desde seu retorno, "Bombón", com Wisin. O videoclipe foi produzido e dirigido por Lourival Rodriguez e codirigido por Ruslan Shakirov. Foi filmado em uma mansão em Miami Beach, Flórida. Após a saída de Cunha, a banda continua lançando novos singles, incluindo "No No No" e "Baila" em 2018, e "En la Punta de la Lengua" em fevereiro de 2019. Gastaldi saiu do grupo em 2020, deixando Lissa e Lourdes como as únicas integrantes restantes. Agora como uma dupla, elas lançaram seu mais recente single, "Fuego".

## Integrantes
O grupo era originalmente composto por 5 meninas:
- Ivonne Guzmán (2001—04)
- Lourdes Fernández (2001—04, 2016—presente)
- Valeria Gastaldi (2001—04, 2016—20)
- Virginia da Cunha (2001—04, 2016—17)
- Lissa Vera (2001—04, 2016—presente)

Todas as meninas vieram de Buenos Aires, exceto Guzmán, que é natural da Colômbia.

## Discografia
| - Bandana (2001) - Gravadora: Virgin Records, Jive Records, [BMG] - Noche (2002) - Gravadora: BMG, Jive Records, [BMG] - Vivir Intentando (Go for It) (2003) - Gravadora: BMG, Jive Records, [BMG] - Hasta Siempre (2004) - Live Hits album - Gravadora: Jive Records, Sony BMG Music Entertainment - La Vuelta (2016) - Remix album - Gravadora: Sony Music Entertainment AR | - Vivir Intentando (2003) - Hasta Siempre (2004) - Live hits - Gira Argentina (2002–2003) - Gira España y Latin America' (2003–2004) - Gira Argentina: Hasta Siempre (2004) - Bandana: La Vuelta (2016) | - 2001: "Guapas" - 2002: "Cómo Puede Ser" - 2002: "Maldita Noche" - 2002: "Doce Horas" - 2002: "Muero de Amor Por Ti" (para o filme Lilo & Stitch) - 2002: "Llega La Noche" - 2002: "Un Demonio" - 2003: "Necesito Tu Amor" - 2003: "Hoy Empieza" - 2003: "Sigo Dando Vueltas" - 2003: "Hasta El Día de Hoy" - 2004: "¿Qué Pasa Con Vos?" - 2004: "A Bailar" - 2004: "Canto Con Vos" - 2016: "Llega La Noche" (2016 version) - 2017: "Bombón" (feat. Wisin) - 2018: "No No No" - 2018: "Baila" - 2019: "En la Punta de la Lengua" |